# Rorippa eggersii
Rorippa eggersii är en korsblommig växtart som först beskrevs av Otto Eugen Schulz, och fick sitt nu gällande namn av James Francis Macbride. Rorippa eggersii ingår i släktet fränen, och familjen korsblommiga växter. Inga underarter finns listade i Catalogue of Life.